# 加林峰
45°39′21″N 7°22′40″E / 45.65583°N 7.37778°E

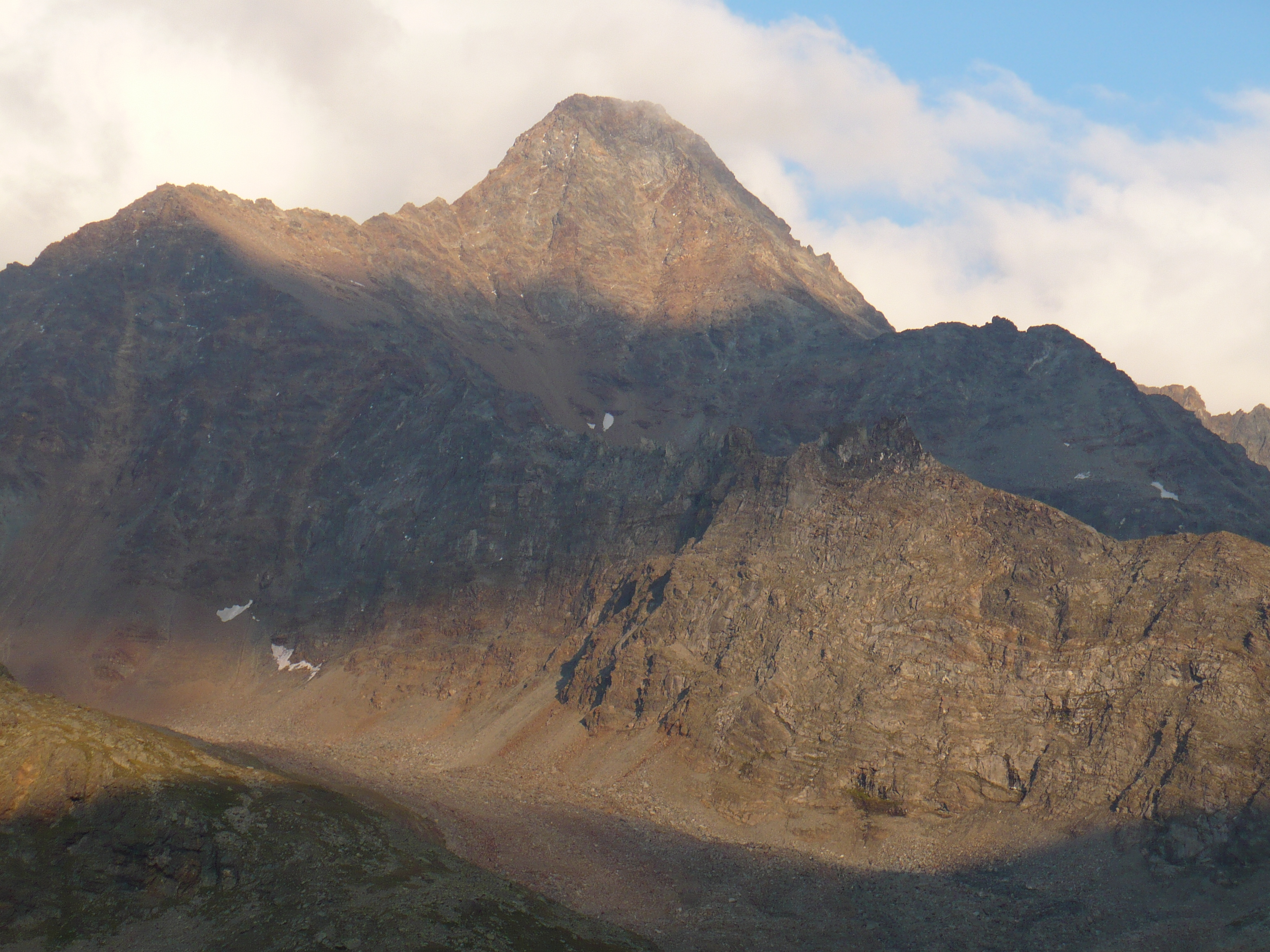

加林峰（義大利語：Punta Garin），是意大利的山峰，位於該國西北部，由瓦萊達奧斯塔大區負責管轄，屬於格拉耶山的一部分，海拔高度3,451米，每年平均降雨量1,303毫米。